# Mahendra de Nepal
Mahendra Bir Bikram Shah Dev de Nepal (11 de junio de 1920-31 de enero de 1972) fue Rey de Nepal entre 1955 a 1972. 

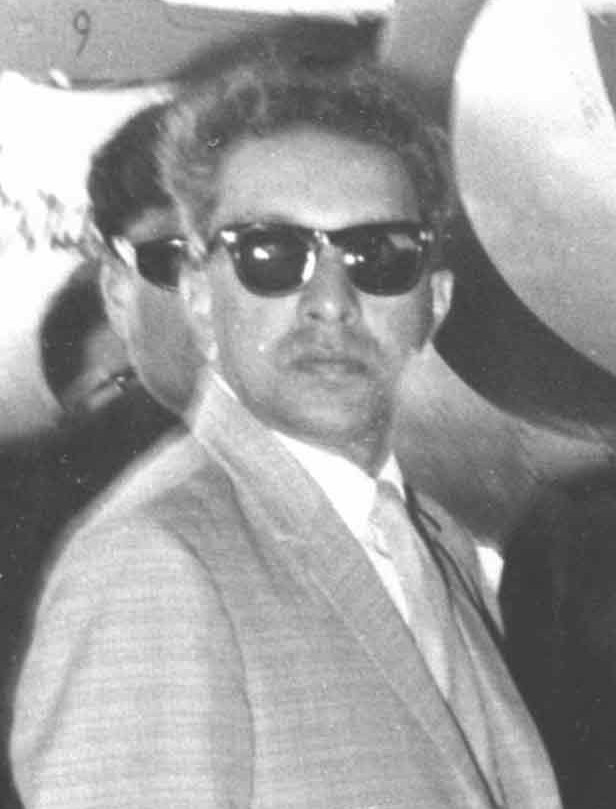
Rey Mahendra

## Biografía
Mahendra sucedió a su padre, Tribhuvan, quien recuperó el poder y la hegemonía sobre el Reino, después de más de 100 años como títeres de la familia Rana. Sin embargo, a diferencia de su padre, no apoyó nunca la democracia parlamentaria, y en los década de 1960 proscribió a los partidos políticos opositores a su gobierno. Después de una muerte repentina, fue sucedido en el trono por su hijo Birendra.
Su hijo varón mediano, el Príncipe Gyanendra, fue Rey de Nepal por un breve período de dos meses entre 1950 y 1951, cuando Tribhuvan, Mahendra y Birendra tuvieron que huir de la persecución de la familia Rana. Después de cincuenta años, Gyanendra reasumió el trono después que su sobrino Dipendra asesinara a buena parte de la familia real el 1 de junio de 2001.

## Matrimonios y descendencia

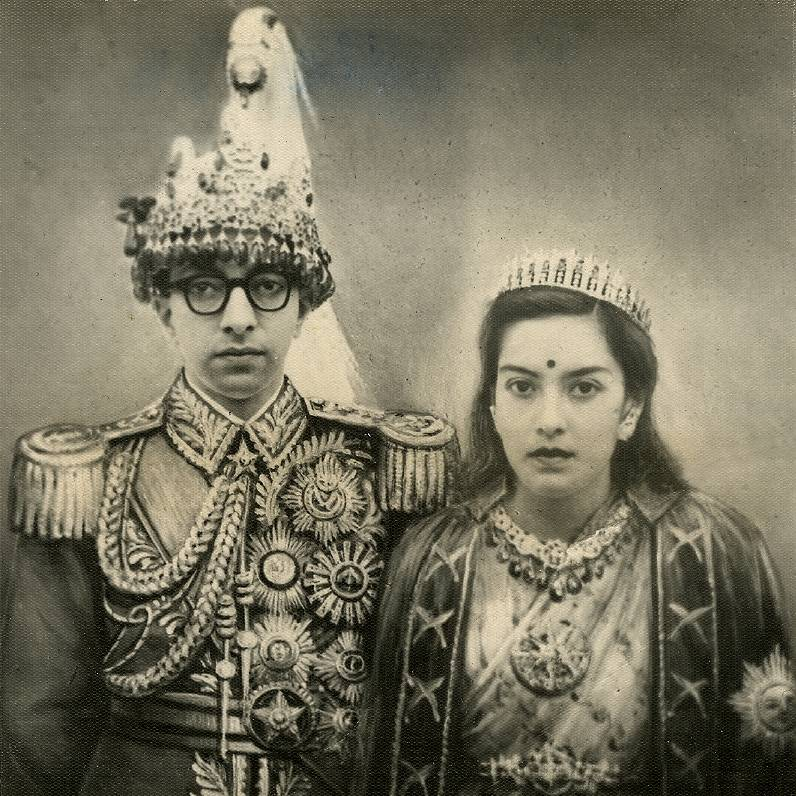
Rey Mahendra y Reina Ratna de Nepal, circa 1957.

En primeras nupcias contrajo matrimonio con Indra Rajya Lakshmi Devi Shah (1924-1950) en 1940. Ella falleció diez años después, en 1950, siendo princesa heredera de Nepal.
Contrajo matrimonio, una vez viudo, con la hermana de su difunta esposa, Ratna Rajya Lakshmi Devi Shah (n. 1928), en 1952. Estuvieron casados hasta la muerte del rey, en 1972. Ella sigue viva, con la dignidad de reina madre de Nepal. 
Con su primera esposa, hermana de la segunda, tuvo los siguientes hijos:
- Princesa Shanti Singh (1941-2001).[3][4]
- Princesa Sharada Shah (1943-2001).
- Rey Birendra (1945-2001).
- Rey Gyanendra (n. 1947).
- Princesa Shobha Shahi (n. 1949).
- Príncipe Dhirendra (1950-2001).

Sus dos consortes fueron miembros de la dinastía Rana. Nacieron como Lady Indra Rana y Lady Ratna Rana.

## Títulos y tratamientos
Esta tabla aún no está actualizada. Puedes contribuir aportando información sobre títulos y tratamientos de esta persona.

## Distinciones honoríficas

### Distinciones honoríficas nepalíes
- Medalla Conmemorativa del Jubileo de Plata del Rey Tribhuvan (11/12/1936).
- Soberano Gran Maestre de la Orden de Ojaswi Rajanya (13/03/1956).
- Soberano Gran Maestre de la Orden de la Estrella de Nepal (13/03/1956).
- Soberano Gran Maestre de la Orden de Om Rama Patta (13/03/1956).
- Soberano Gran Maestre de la Orden de los Tres Divinos Poderes (13/03/1956).
- Soberano Gran Maestre de la Orden de la Mano Derecha de Gorkha (13/03/1956).
- Soberano Gran Maestre (fundador) de la Orden de la Huella de la Democracia de Tribhuvan (02/05/1956).
- Gloriosísima Cadena de Mahendra (fundador) (26/02/1961).[5]
- Soberano Gran Maestre de la Orden de la Huella de Nepal (16/12/1962).
- Condecoración de Honor de Nepal (fundador) (25/12/1966).

### Distinciones honoríficas extranjeras
- Caballero Gran Cruz de la Orden de la Legión de Honor (República Francesa, 24/02/1956).
- Comandante Gran Cruz con Collar de la Orden de la Rosa Blanca de Finlandia (República de Finlandia, 26/06/1958).
- Caballero Gran Cordón de la Suprema Orden del Crisantemo (Imperio de Japón, 19/04/1960).[1]
- Caballero Gran Collar de la Orden de Pahlaví (Imperio de Irán, 03/07/1960).[1]
- Caballero Gran Cruz de la Orden de Santiago de la Espada (República Portuguesa, 13/07/1960).
- Real Cadena Victoriana (Reino Unido, 26/02/1961).
- Caballero Gran Cruz Clase Especial de la Orden del Mérito de la República Federal de Alemania (1964).[1]
- Caballero Gran Cruz de la Orden de Leopoldo II (Reino de Bélgica, 1964).
- Caballero Gran Cruz de la Orden del León Neerlandés (Reino de los Países Bajos, 25/04/1967).[6]
- Caballero de Primera Clase la Orden de la Excelencia (República Islámica de Pakistán, 1970).
- Caballero Gran Cruz con Collar de la Orden del Millón de Elefantes y del Parasol Blanco (Reino de Laos, 1970).
- Caballero Gran Collar de la Orden de Sikatuna (República de Filipinas, 1971).[7]
- Medalla Conmemorativa del 2.500 Aniversario del Imperio de Irán (Imperio de Irán, 14/10/1971).[8]

| Precedido por: Tribhuvan Bir Bikram Shah | Rey de Nepal 1956-1972 | Sucedido por: Birendra Bir Bikram Shah Dev |